# Новак Андрій Юрійович
Андрій Юрійович Новак (нар. 6 грудня 1988, Щецин, Польща) — український футболіст, воротар.

## Біографія
У 6 років переїхав до Івано-Франківська. Виступав за ДЮСШ № 3. Згодом Юрій Шулятицький запросив його до «Чорногори». Після об'єднання двох франківських команд став основним воротарем «Спартака». На матчі проти ужгородського «Закарпаття» був присутнім тренер воротарів «Карпат» Богдан Стронціцький. Карпатівський наставник мав розмову з президентом «Спартака» Климом, після якої молодий воротар уклав угоду з львівським клубом на 5 років. За весь час перебування в львівському клубі, за першу команду провів лише одну гру, в якій пропустив чотири м'ячі.
Новак здавався в оренду в «Прикарпаття» (Івано-Франківськ), але стати повноцінним гравцем основи не судилося. В 2011 році Новак переїхав на правах оренди до ФК «Тирасполь».
Сезон 2011/2012 грав за бурштинський «Енергетик», до якого перейшов на правах оренди.
Перед сезоном 2012/2013 уклав угоду з тернопільською «Нивою». За два роки у складі «Ниви» провів 25 матчів, пропустивши 22 м'ячі.
У липні 2014 року, одразу після розірвання контракту з «Нивою», перейшов у стан ФК «Олександрія», де став основним воротарем.
Наприкінці червня 2017 року переїхав на Кіпр, де підписав контракт з представником місцевого чемпіонату, клубом «Ерміс». 
5 лютого 2018 року підписав контракт з одеським «Чорноморцем», де грав до літа, після чого перейшов у друголігове «Прикарпаття».

## Досягнення
- Переможець Першої ліги України (1): 2014/15